# أثناسيوس كيرشر
أثناسيوس كيرشر (بالألمانية: Athanasius Kircher)
هو عالم-يسوعي من القرن السابع عشر من ألمانيا نشر ما يقارب 40 عملاً، كان أكثرها وضوحاً ما كان في مجال أنظمة الكتابة، الجيولوجيا، الصيدلة.وهو الذي أخترع المكبر.
قام بدراسة أولية على الهيروغيليفية المصرية ويعتبر أبو علم المصريات. وهو من أوائل الذين نظروا إلى الميكروبات عن طريق المجهر. وقد سبق وقته بالقول أن الطاعون سببه مخلوق مجهري، وكان من أوائل الناس في إجراء الخطوات الفعالة لمنع نقل المرض.
وقد قورن هذا العالم بليوناردو دا فينشي بسبب أعماله وجهده الجدي فيها. وكان نجم عصره في العلوم، وقد مدحه العالم إدوارد شميدت، ووصفه بـ«رجل عصر النهضة».

## وصلات نصوص أنشأها
- Magnes Siue De Arte Magnetica Opvs Tripartitvm 1643 [2nd ed.]
- Historia Evstachio-Mariana.. 1665.
- Arithmologia sive De abditis numerorum mysterijs 1665.
- Ars Magna Sciendi 1669.
- Latium. Id Est, Nova & Parallela Latii tum Veteris tum Novi Descriptio 1671.
- Obeliscus Pamphilius : hoc est, Interpretatio noua & Hucusque Intentata Obelisci Hieroglyphici 1650.
- Physiologia Kircheriana Experimentalis 1680.
- Sphinx Mystagoga : sive Diatribe hieroglyphica, qua Mumiae, ex Memphiticis Pyramidum Adytis Erutae.. 1676.
- Musurgia Universalis: Volume One؛ Volume Two 1650.

## وصلات خارجية
- أثانيسيوس كيرتشر على موقع الموسوعة البريطانية (الإنجليزية)
- أثانيسيوس كيرتشر على موقع ميوزك برينز (الإنجليزية)
- أثانيسيوس كيرتشر على موقع إن إن دي بي (الإنجليزية)
- أثانيسيوس كيرتشر على موقع ديسكوغز (الإنجليزية)
- Fairfield University: Athanasius Kircher
- An extensive subcategorized link directory about A. Kircher
- Geology and A. Kircher (PDF files, in German)
- The Museum of Jurassic Technology in Culver City, California includes models of Kircher's inventions.
- University of Lucerne, Switzerland: Kircher-research project (in German)
- Kircherianum Virtuale: A link directory about Kircher and related subjects
- Athanasius Kircher: Contains a short biography, an English translation of Kirchers most wellknown work about the Magic Lantern and of a letter from Kircher to a Swedish prince